# Iacobeni (gmina w okręgu Sybin)
Iacobeni – gmina w Rumunii, w okręgu Sybin. Obejmuje miejscowości Iacobeni, Movile, Netuș, Noiștat i Stejărișu. W 2011 roku liczyła 2757 mieszkańców.